# دادگاه صلح خیابان مارلبرو
دادگاه صلح خیابان مارلبرو (به انگلیسی: Marlborough Street Magistrates Court) یک دادگاه در لندن، سوهو، خیابان گریت مارلبرو میان اواخر سدهٔ هجدهم و اواخر سدهٔ بیستم بود. نقشه‌بردار پلیس متروپولیتن، جان دیکسون باتلر این خیابان را طراحی کرده است. دادگاه شاهد محاکمه‌های مهم زیادی بود، از جمله محاکمه‌های اسکار وایلد، کریستین کیلر ، کیت ریچاردز و جان لنون. دادگاه سال ۱۹۹۸ بسته شد و اکنون هتل کورت‌هاوس لندن است، یک هتل ۵ ستاره در کنار تئاتر پالادیوم لندن و روبه‌روی خیابان کرنبی و فروشگاه لیبرتی.

## تاریخچه
هتل کورت‌هاوس در ساختمان قدیمی دادگاه صلح خیابان مارلبرو قرار دارد و در فهرست درجه دو است، که دومین دادگاه صلح بریتانیا بود و قدمت آن به دههٔ ۱۸۰۰ باز می‌گردد.
این ساختمان از هنگامی که دادگاه صلح بوده، تاریخ شلوغی داشته و صحنهٔ خیلی از پرونده‌های معروف در طول سال‌ها بوده است، از جمله جان لنون، اسکار وایلد، جانی لایدن، میک جگر و کیت ریچاردز.
در سال ۱۸۳۵، چارلز دیکنز گزارشگر روزنامهٔ مورنینگ کرانیکل در این ساختمان بود و لوئی ناپلئون، برای یک پروندهٔ کلاهبرداری میان تلاش برای ایجاد دومین امپراتوری در فرانسه، در سال ۱۸۴۷ در دادگاه شهادت داد. اسکار وایلد در سال ۱۸۹۵ مارکی کویینزبری را به اتهام تهمت کیفری به دادگاه برد. نقشه‌بردار پلیس متروپولیتن، جان دیکسون باتلر ساختمان کنونی را میان سال‌های ‎۱۹۱۲–۱۹۱۳ طراحی کرد.
کریستین کیلر سال ۱۹۶۳ به دلیل اتهامات جنسی که منجر به علنی شدن رسوایی پرفیمو شد، به دادگاه برده شد. باب مانکهاوس سال ۱۹۶۶ به اتهام توطئه برای کلاهبرداری از شرکت‌های پخش فیلم مواجه شد و در سال ۱۹۶۷، کیتی بویل، مجری سابق تلویزیون، علیه مردی که پس از تصادف با اتهام رانندگی بی‌احتیاطانه مواجه شده بود، شهادت داد. این ساختمان، مرکز رسیدگی به پرونده دادگاه میک جگر در سال ۱۹۶۹ بود که در آن، او به دلیل اتهامات مواد مخدر ۲۰۰ پوند (معادل ۴٬۰۰۰ پوند در ۲۰۲۱) جریمه شد. در سال ۱۹۷۳، کیت ریچاردز، یکی از اعضای گروه رولینگ استونز، به دلیل داشتن ماری‌جوآنا، هروئین، ماندراکس، یک هفت‌تیر و یک تفنگ ساچمه‌زنی عتیقه، به پرداخت ۲۰۵ پوند (معادل ۳٬۰۰۰ پوند در ۲۰۲۱) جریمه شد.
در سال ۱۹۷۰، جان لنون به دلیل نمایش تصاویری در نمایشگاه هنر لندن در خیابان باند، پلاک ۲۲ که بیش از حد جنسی بودند، به دادگاه برده شد و هنرمند فرانسیس بیکن متهم به نگهداری ماری‌جوآنا شد. در سال ۱۹۷۱، ترانه‌نویس لایونل بارت، به اتهام نگهداری مواد مخدر به دادگاه برده شد و در سال ۱۹۷۷، جان لایدن، خوانندهٔ سکس پیستولز به دلیل داشتن آمفتامین سولفات به پرداخت ۴۰ پوند (معادل ۰ پوند در ۲۰۲۱) جریمه شد. آخرین پروندهٔ قابل توجه پیش از تبدیل شدن دادگاه به هتل، در سال ۱۹۸۱ بود که جان میلر، طراح ربودن رانی بیگز، پس از دستگیری در بازگشت از باربادوس در دادگاه حاضر شد.
در دسامبر ۱۹۸۲، دیوید مارتین که در بازداشت کوتاه‌مدت بود و در دادگاه حضور داشت، فرار کرد. با استفاده از پشت بام، او توانست به تئاتر پالادیوم برسد و پلیس‌ها او را تعقیب کردند.

### هتل

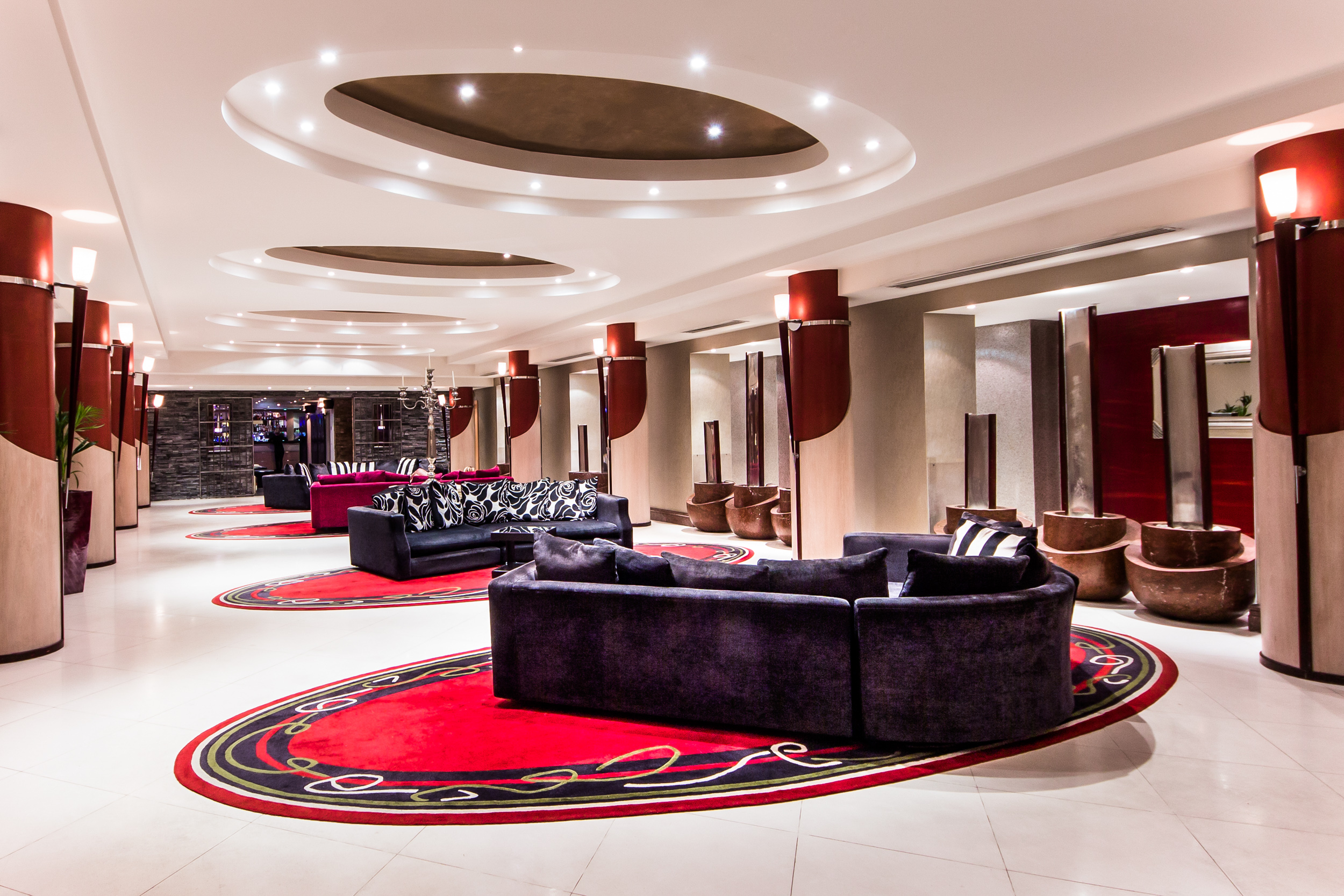
لابی هتل کورت‌هاوس لندن

سوئیت‌های قاضیان صلح در اتاق‌هایی با سقف بلند در طبقه‌های یکم، دوم و سوم ساختمان اصلی قرار دارند و دارای شومینه‌های اصل رابرت آدامز و کف‌پوش بلوطی هستند.